# Liste der Staatsoberhäupter von Zypern

## Antike
- Ägyptische Herrschaft 570/560–545 v. Chr.

Teilkönigreiche: Salamis ist das mächtigste. Weitere sind Kition (teilweise unter der direkten Herrschaft Sidons), Amathous, Kurion, Paphos, Marion, Soli, Lapithos und Kerynia an der Küste, Tamassos, Ledra, Idalion und Chytroi im Binnenland.

### Könige vonSalamis
- Euelthon, 560–525 v. Chr.
- Gorgos nach dem ionischen Aufstand (500/499–494 v. Chr.)
- Euagoras I., 411–374/3 v. Chr.
- Nikokles, 374–368 v. Chr.
- Euagoras II. 368–351 v. Chr.
- Pnytagoras 351–332 v. Chr.; zur Zeit Alexanders
- Nikokreon; zur Zeit Alexanders

### Könige vonSoloi
- Erêsu von Sili/u auf dem Prisma des Asarhaddon
- Aristokypros, Sohn des Philokypros (Herodot V, 113), fiel 497 v. Chr. gegen die Perser im ionischen Aufstand, den auf Zypern Onesilos, Sohn des Chersis, propagiert hatte
- Pasikrates/Stasikrates; zur Zeit Alexanders
- Eunostos; Schwiegersohn des Ptolemaios I.

### Könige vonLapithos
- Praxippos, 312 v. Chr. durch Ptolemaios I. von Ägypten unterworfen.

### Könige vonKition
- Pitagura von Kitrusi auf dem Prisma des Asarhaddon
- Mikyaton
- Pumiyaton

### Könige vonPaphos
- Kinyras zur Zeit des trojanischen Krieges (sagenhaft)
- Tuandâr von Pâppa auf dem Prisma des Asarhaddon
- Nikokles, bis 310 v. Chr.

### Könige vonTamassos
- Pasykypros

### Könige vonChytroi
- Pylagoras

### Könige vonKourion
- Damasu auf dem Prisma des Asarhaddon
- Pasikrates; zur Zeit Alexanders

### Könige vonLedra
König Unasagusu von Lidîr auf dem Prisma des Asarhaddon

## Ptolemäerreich
Die im ägyptischen Alexandria residierenden Ptolemäer verwalteten Zypern durch eingesetzte Statthalter (strategoi).
- 311–301 v. Chr. Menelaos, Sohn des Lagos
- 301–283 v. Chr. (Besetzung durch die Antigoniden; Demetrios I. Poliorketes)
- 283–217 v. Chr. ?
- 217–203 v. Chr. Pelops, Sohn des Pelops
- 203–197 v. Chr. Polykrates, Sohn des Mnasiadas
- 196–180 v. Chr. Ptolemaios, Sohn des Agesarchos
- 180–168 v. Chr. Ptolemaios Makron
- 168–164 v. Chr. (Besetzung durch die Seleukiden; Antiochos IV.)
- 163–158 v. Chr. Archias
- 158–152 v. Chr. Xenophon
- 152–145 v. Chr. Andromachos, Sohn des Xenophon
- 144–131 v. Chr. Seleukos, Sohn des Bithys
- 130–124 v. Chr. Krokos
- 124–118 v. Chr. Theodoros, Sohn des Seleukos
- 118–116 v. Chr. Helenos
- 116–116 v. Chr. Ptolemaios, Sohn des Ptolemaios VIII. (später Ptolemaios IX. Soter II.)
- 116–114 v. Chr. Ptolemaios, Sohn des Ptolemaios VIII. (später Ptolemaios X. Alexander I.)
- 114–107 v. Chr. Helenos
- 105–088  v. Chr. ? (antistrategos Potamon)
- 088–080 v. Chr. Chaeras ?
- 080–058 v. Chr. Ptolemaios, Sohn des Ptolemaios IX.
- 058–048 v. Chr. (Besetzung durch Rom)
- 0000048 v. Chr. Arsinoë IV. als Königin von Zypern
- 048–031 v. Chr. Kleopatra VII.
  - Serapion († 41 v. Chr.), strategos
  - Demetrius, von Marcus Antonius eingesetzt

## Römerzeit
Zypern wurde 31 v. Chr. endgültig als Provinz in das Römische Reich eingegliedert.

## Byzantinisches Reich
- 1185–1192 Kaiser Isaak Komnenos

## Königreich Zypern
Das Königreich Zypern wurde 1192 von den Kreuzrittern errichtet und war bis 1291 mit dem Titularkönigtum Jerusalem in Personalunion verbunden. Die Könige wurden von der Familie Lusignan gestellt. 
| Könige                  | Regierungszeit | Regenten | Anmerkungen & Ereignisse |
| Haus Lusignan           | Haus Lusignan  | Haus Lusignan | Haus Lusignan |
| ----------------------- | -------------- | --- | --- |
| Guido                   | 1192–1194      | | Ex-König von Jerusalem |
| Amalrich                | 1194–1205      | | 1197–1205 als Amalrich II. auch König von Jerusalem |
| Hugo I.                 | 1205–1218      | Walter von Montbéliard (1205–1210) | |
| Heinrich I.             | 1218–1253      | Königin Alice (1218–1223) Philipp von Ibelin (1223–1227) Johann von Ibelin (1227–1228) Amalrich Barlais (1228–1229) Johann von Ibelin (1229–1232) | Kreuzzug von Damiette (1217–1221) Kreuzzug Friedrichs II. (1228–1229) Lombardenkrieg (1229–1233) 1246–1253 Regent von Jerusalem Sechster Kreuzzug (1248–1250) |
| Hugo II.                | 1253–1267      | Königin Plaisance (1253–1261) Hugo von Antiochia (1261–1267)                                                                                      | |
| Haus Antiochia-Lusignan |                | | |
| Hugo III.               | 1267–1284      | | 1264–1268 Regent von Jerusalem 1268–1284 als Hugo I. auch König von Jerusalem Kreuzzug des Prinzen Eduard (1271–1272)                                         |
| Johann I.               | 1284–1285      | | 1284–1285 als Johann II. auch König von Jerusalem |
| Heinrich II.            | 1285–1324      | Amalrich von Tyrus (1306–1310) Aimerich von Zypern (1310)                                                                                         | 1285–1291 als Heinrich II. auch König von Jerusalem Belagerung von Akkon (1291)                                                                               |
| Hugo IV.                | 1324–1359      | | |
| Peter I.                | 1359–1369      | Johann von Zypern (1362–1365) | Kreuzzug gegen Alexandria (1365) |
| Peter II.               | 1369–1382      | Johann von Zypern (1369–1375) Jakob von Lusignan (1369–1375)                                                                                      | |
| Jakob I.                | 1382–1398      | | |
| Janus                   | 1398–1432      | Hugo von Lusignan (1426–1428) | |
| Johann II.              | 1432–1458      | Peter von Lusignan (1432) | |
| Charlotte               | 1458–1463      | Mitkönig Ludwig von Savoyen (1459–1460) | flieht 1463 nach Rom und vererbt 1485 die Thronansprüche an Karl von Savoyen                                                                                  |
| Jakob II.               | 1463–1473      | | |
| Jakob III.              | 1473–1474      | Königin Katharina Cornaro (1473–1474) | |
| Caterina Cornaro        | 1474–1489      | | dankte zugunsten Venedigs ab |

Zur Genealogie der Könige von Zypern siehe Haus Lusignan und Ramnulfiden. Ab 1485 erhoben die Herzöge von Savoyen Anspruch auf Zypern und trugen auch als Könige von Italien den Titel „König von Zypern, Jerusalem und Armenien“.

## Republik Venedig
| 1489–1571 | Zypern gehört zur Republik Venedig |

## Osmanisches Reich
| 1571–1878 | Zypern gehört zum Osmanischen Reich |

- Dragoman Hadjigeorgakis Kornesios (1779–1809)

## Britisch-Zypern
Ab 1878 wurde Zypern von Großbritannien verwaltet, bis Britisch-Zypern 1960 in die Unabhängigkeit entlassen wurde.

Flagge des Hochkommissars,
1881 bis 1905

Flagge des Hochkommissars,
1905 bis 1925;
Flagge des Gouverneurs,
1925 bis 1960

| Britische Könige | von – bis |
| ---------------- | --------- |
| Victoria         | 1878–1901 |
| Eduard VII.      | 1901–1910 |
| Georg V.         | 1910–1936 |
| Eduard VIII.     | 1936–1936 |
| Georg VI.        | 1936–1952 |
| Elizabeth II     | 1952–1960 |

Vertreten durch:
| Britische Hochkommissare                      | von – bis          |
| --------------------------------------------- | ------------------ |
| Lieutenant-General Sir Garnet Joseph Wolseley | 1878–1879          |
| Sir Robert Biddulph                           | 1879–1886          |
| Sir Henry Ernest Gascoyne Bulwer              | 1886–1892          |
| Sir Walter Sendall                            | 1892–1898          |
| Sir William Haynes-Smith                      | 1898–1904          |
| Sir Charles King-Harman                       | 1904–1911          |
| Hamilton Goold-Adams                          | 1911–1915          |
| Sir John Eugene Clauson                       | 1915–1918          |
| Sir Malcolm Stevenson                         | 1918–10. März 1925 |
| Britische Gouverneure                         | von – bis          |
| Sir Malcolm Stevenson                         | 10. März 1925–1926 |
| Sir Ronald Storrs                             | 1926–1932          |
| Sir Reginald Edward Stubbs                    | 1932–1933          |
| Sir Herbert Richmond Palmer                   | 1933–1939          |
| William Denis Battershill                     | 1939–1941          |
| Charles Campbell Woolley                      | 1941–1946          |
| Reginald Thomas Herbert Fletcher              | 1946–1949          |
| Sir Andrew Barkworth Wright                   | 1949–1953          |
| Sir Robert Perceval Armitage                  | 1954–1955          |
| Sir John Alan Francis Harding                 | 1955–1957          |
| Sir Hugh Mackintosh Foot                      | 1957–1960          |

## Republik Zypern
| Präsident                | von – bis                                             |
| ------------------------ | ----------------------------------------------------- |
| Erzbischof Makarios III. | 16. August 1960 – 15. Juli 1974 (Sturz und Exil)      |
| Nikos Sampson            | 15. Juli 1974 – 23. Juli 1974                         |
| Glafkos Klerides         | 23. Juli 1974 – 7. Dezember 1974 (Interimspräsident)  |
| Erzbischof Makarios III. | 7. Dezember 1974 – 3. August 1977 (im Amt verstorben) |
| Spyros Kyprianou         | 31. August 1977 – 28. Februar 1988                    |
| Georges Vassiliou        | 28. Februar 1988 – 28. Februar 1993                   |
| Glafkos Klerides         | 28. Februar 1993 – 28. Februar 2003                   |
| Tassos Papadopoulos      | 28. Februar 2003 – 28. Februar 2008                   |
| Dimitris Christofias     | 28. Februar 2008 – 28. Februar 2013                   |
| Nikos Anastasiadis       | 28. Februar 2013 – 28. Februar 2023                   |
| Nikos Christodoulidis    | 28. Februar 2023 – amtierend                          |

| Vizepräsident | von – bis                           |
| ------------- | ----------------------------------- |
| Fazıl Küçük   | 16. August 1960 – 21. Dezember 1963 |

Die Position des Vizepräsidenten bleibt seit dem 21.12.1963 mit dem gleichzeitigen Rücktritt aller türkischen Zyprioten aus den Ämtern der Republik Zypern vakant.

## Nordzypern

### Türkischer Föderativstaat von Zypern
Nach einem Putsch in der Republik Zypern im Jahr 1974 kam es zu einer türkischen Intervention und zur Einnahme des Nordteils der Insel durch türkische Truppen. Im besetzten Gebiet wurde 1975 der Türkische Föderativstaat von Zypern proklamiert. Der VN-Sicherheitsrat erklärte die Deklaration für nichtig. Der Türkische Föderativstaat von Zypern war international nur durch die Türkei anerkannt. Es handelte sich um ein stabilisiertes De-facto-Regime.
- Präsident Rauf Raif Denktaş (1975–1983)

### Türkische Republik Nordzypern
Im Jahr 1983 erklärte sich der vormalige Türkische Föderativstaat von Zypern unter dem Namen Türkische Republik Nordzypern für unabhängig. Der VN-Sicherheitsrat erklärte die Unabhängigkeitserklärung für nichtig. Die Türkische Republik Nordzypern ist nur durch die Türkei anerkannt, es handelt sich um ein stabilisiertes De-facto-Regime.
- Präsident Rauf Raif Denktaş (1983–2005)
- Präsident Mehmet Ali Talât (2005–2010)
- Präsident Derviş Eroğlu (2010–2015)
- Präsident Mustafa Akıncı (2015–2020)
- Präsident Ersin Tatar (seit 2020)